# Debi Sue Voorhees
Deborah Sue Voorhees (* 28. Juli 1961 in Dallas) ist eine US-amerikanische Schauspielerin, Filmproduzentin und Regisseurin.

## Leben
Voorhees wurde 1961 in Dallas geboren. Sie schloss ihr Studium mit einem Bachelor in Journalismus ab. Schon während ihres Studiums war sie Playboy-Bunny im Playboy Club ihrer Heimatstadt.
Von 1982 bis 1986 spielte sie mehrere kleinere Rollen in Filmen und Fernsehserien, darunter auch eine mehrere Episoden umfassende Rolle in der Serie Dallas und eine größere Rolle in dem Film Freitag der 13. – Ein neuer Anfang. Ab Mitte der 1980er-Jahre arbeitete sie als Lehrerin für Literatur, Englisch und Journalismus an Highschools in Texas und New Mexico. Wegen einiger Nacktszenen in ihren Filmen wurde sie entlassen.
Voorhees arbeitete dann als Journalistin für die The Dallas Morning News. Außerdem schrieb sie einen Roman und den autobiografisch inspirierten Comic Diary of a Mad School Teacher.
2012 schrieb Voorhees das Drehbuch zu dem Spielfilm Billy Shakespeare, bei dem sie auch Regie führte und eine Rolle übernahm. Für den Film gründete sie ihre eigene Produktionsgesellschaft Voorhees Films. 
Sie war mit Richard S. Bradley verheiratet.

## Filmografie
- 2014: Billy Shakespeare
- 2013: Crystal Lake Memories: The Complete History of Friday the 13th (Dokumentation)
- 2009: His Name Was Jason: 30 Years of Friday the 13th (Dokumentation)
- 1986: Trio mit vier Fäusten (Riptide) (Fernsehserie, eine Folge)
- 1985: Angriff aus dem Jenseits (Appointment with Fear)
- 1985: Freitag der 13. – Ein neuer Anfang (Friday the 13th: A New Beginning)
- 1985: Angel kehrt zurück (Avenging Angel)
- 1984: Innocent Prey
- 1982–1985: Dallas (TV-Serie)